# Rio Ciunca
O Rio Ciunca é um rio da Romênia, afluente do Bahluieţ, localizado no distrito de Iaşi.